# مجلس شيوخ أركنساس
مجلس شيوخ أركنساس (بالإنجليزية: Arkansas Senate)‏ هو مجلس شيوخ ولاية أركنساس الأمريكية، يقع المقر الرئيسي له في Virginia State Capitol ‏، ويتكون من 35 مقعداً، وهو المجلس الأعلى في جمعية أركنساس العامة.

## طالع أيضًا
- جمعية أركنساس العامة